# Mehmed Emîn Bozarslan
Mehmed Emîn Bozarslan, (Diyarbakır, Turquía, 15 de septiembre de 1935- ) escritor kurdo.
Nació en la parte sudeste de Turquía, pero se instaló en Suecia en busca de asilo en 1978 y ha residido en Upsala desde entonces. Una de sus obras más famosas al principio fue Alfabê, que fue el primer libro-ABC en kurdo, publicado en Turquía en 1968. Sus libros fueron prohibidos y Emin fue arrestado por motivos separatistas. Fue liberado, pero reencarcelado de la primavera de 1971 al verano de 1974, más tarde fue a Suecia, donde reside ahora.

## Obra

### Libros
1. Alfabê, Estambul, 64 pp., 1968.
2. Meselokên lawiran. - Borås : Invandrarförlaget, 1981.
3. Meyro : çîrok. - Borås : Invandrarförl., 79 pp., ISBN 91-85242-43-8 ,1981.
4. Mîr zoro, Borås : Invandrarförl., 80 pp., 1981.
5. Gurê bilûrvan, Borås : Invandrarförl., 71 pp., ISBN 91-85242-50-0,1982.
6. Kêz Xatûn, Borås : Invandrarförl., 79 pp., ISBN 91-85242-61-6,1982.
7. Serketina miskan, Upsala : Studieförl., 85 pp., ISBN 91-7382-604-9,1984.
8. Pepûk, Upsala : Deng Publishers, 70 pp., ISBN 91-7382-618-9,1985.
9. Melayê meshûr, Upsala: Deng Publishers, 85 pp., ISBN 91-7382-620-0,1986.
10. Serefa ristem keya : pirtûka kurteçîrokan, Upsala : Deng Publishers, 123 pp.,ISBN 91-88246-03-5,1992.
11. Kemal Paşa weledê kê ye? : meselokên sîyasî, Upsala : Deng Publishers, 89 pp., ISBN 91-88246-05-1,1993.
12. Çirokên gelî. 1 : Gulî xatûn, Uppsala : Deng Publishers, 88 pp., ISBN 91-88246-10-8, 1997.
13. Çirokên gelî. 2 : Kurê mîrê masîyan, Uppsala : Deng Publishers, 120 pp., ISBN 91-88246-11-6, 1998.

### Editciones
1. Jîn : kovara Kurdî-Tirkî : 1918-1919,(Jîn: Kurdish/Turkish Journal), Changing from Arabic script to Latin script by M. Emîn Bozarslan, Uppsala: Deng Publishers, 5 volumes, 1985-1988.
2. Kurdistan : rojnama Kurdî ya pêsîn : 1898-1902,(Kurdistan: The first Kurdish newspaper), Changing from Arabic script to Latin script by M. Emîn Bozarslan. - Uppsala : Deng Publishers, 2 volumes, 1991.
3. Mem û Zîn of Ehmedê Xanî, Changing from Arabic script to Latin script by M. Emîn Bozarslan, Uppsala : Deng Publishers, , 703 pp., ISBN 91-88246-07-8,1995.

### Folklore
1. Pêkenokên gelî. vol. 1 : Masîyên bejî, Uppsala : Deng Publishers, 64 pp., ISBN 91-970702-4-6, 1987.
2. Pêkenokên gelî. vol. 2 : Ji dînan dîntir, Uppsala : Deng Publishers, 64 pp., ISBN 91-970702-7-0, 1988.
3. Pêkenokên gelî. vol. 3 : Ilmê tûrik, Uppsala : Deng Publishers, 79 pp., ISBN 91-970702-8-9, 1989.
4. Pêkenokên gelî. vol. 4 : Bûka Gulsûn, Uppsala : Deng Publishers, 85 pp., ISBN 91-970702-9-7, 1990.
5. Pêkenokên gelî. vol. 5 : Mela Kulî, Uppsala : Deng Publishers, 93 pp., ISBN 91-88246-00-0, 1991.

### Artículos
1. On the role of myth in Kurdish literature : presented at the International Writers' Reunion in Lahti, Finland, June 15-19, 1981. - Lahti : International Writers' Reunion.